# 3503 Брант
3503 Брант (енгл. 3503 Brandt) је астероид главног астероидног појаса чија средња удаљеност од Сунца износи 2,616 астрономских јединица (АЈ).
Апсолутна магнитуда астероида је 13,7.